# مانفرد زاپاتکا
مانفرد زاپاتکا (آلمانی: Manfred Zapatka؛ زادهٔ ۲ اکتبر ۱۹۴۲) بازیگر اهل آلمان است.

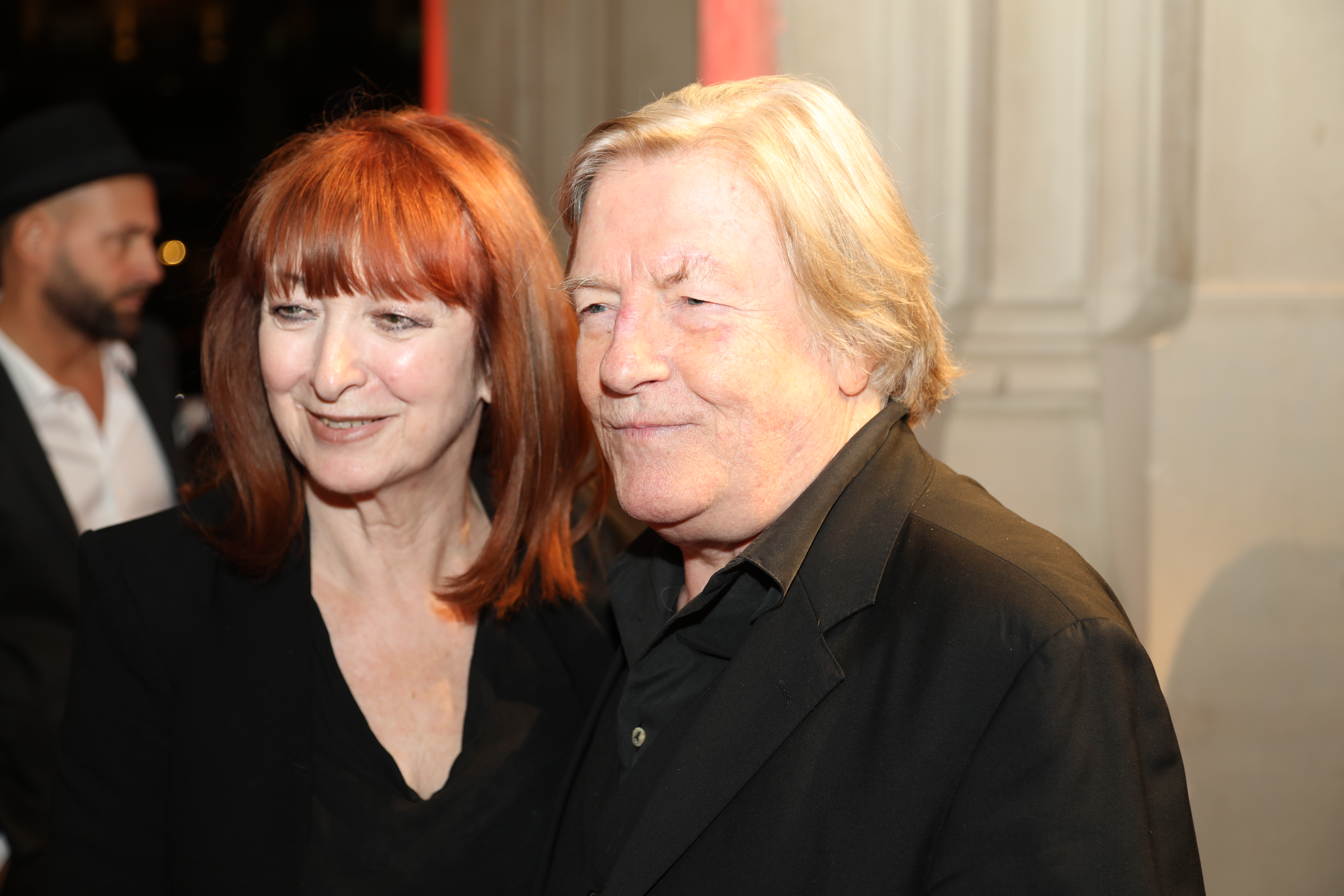
یک عکس

از فیلم‌ها یا برنامه‌های تلویزیونی که وی در آن نقش داشته‌است می‌توان به اتوپیا، همه عشق من اشاره کرد.